# Mammuthus africanavus
Il mammut africano (Mammuthus africanavus, che letteralmente significa "mammut ancestrale africano") è la specie più antica della famiglia dei mammut, apparso per la prima volta attorno a 4,8 milioni di anni fa nell'Africa del nord, durante il Pliocene ed estintosi nel corso del Pleistocene. Alcuni fossili di questo mammut sono stati trovati in Ciad, Libia, Algeria, Sahara occidentale e in Tunisia.

## Descrizione
Era di dimensioni relativamente contenute e viene considerato un antenato del M. meridionalis, anche se le sue zanne divergevano in modo più significativo rispetto a quelle di specie successive, il che potrebbe indicare che apparteneva a una specie che non ha avuto seguito evolutivo.

## Classificazione
La specie Mammuthus africanavus è stata descritta nel 1952 dal paleontologo francese Camille Arambourg.
Pur avendo origini africane, il M. africanavus ha maggiori analogie con l'elefante asiatico piuttosto che con l'elefante africano. La linea evolutiva di questo mammut si è separata dall'elefante asiatico al debutto dello Zancleano.